# Faro (Nord)
Faro is een departement in Kameroen, gelegen in de regio Nord. De hoofdstad van het departement heet Poli. De totale oppervlakte bedraagt 13.614 km². Er wonen 81.472 mensen in Faro.

## Districten
Faro is onderverdeeld in drie districten:
- Beka
- Poli (stad)
- Poli (platteland)